# Jacek Gomólski
Jacek Gomólski (ur. 20 stycznia 1968 w Kłecku, zm. 2 kwietnia 2021) – polski żużlowiec.

## Życiorys
Jacek Gomólski swoje pierwsze żużlowe kroki stawiał na torze Startu Gniezno, z którym był związany przez większą część swojej kariery. Licencje żużlową uzyskał w 1984 roku. W 1987 w parze z Krzysztofem Wankowskim i Tomaszem Fajferem (rezerwa) wywalczył brązowy medal MMPPK. Udało mu się także awansować do finału MIMP (14. miejsce), Srebrnego Kasku (8. miejsce) i Brązowego Kasku (7. miejsce). W 1988 został zawodnikiem Bydgoszczy, z którą wywalczył srebrny medal Młodzieżowych Indywidualnych Mistrzostwach Polski na Żużlu i złoty w MDMP. W 1990 ponownie powrócił do Gniezna. Został powołany do reprezentacji Polski na czwórmecz DMŚ Węgry, Polska, Australia, Finlandia oraz awansował do ćwierćfinału IMŚ w Neustadt an der Donau, gdzie zajął 13. miejsce. Wystąpił także w IMP (15. miejsce) i w Złotym Kasku (3. miejsce).
Jacek Gomółski był wychowankiem Startu Gniezno, a w tym klubie startował przez dwanaście sezonów (1984-1987, 1990-1995 oraz 1999-2001). Reprezentował także barwy klubu Polonia Bydgoszcz (1988-1989 oraz 1996-1998). Swoją zawodniczą karierę zakończył w 2001 roku.
Zmarł 2 kwietnia 2021 roku w wieku 53 lat na zawał serca. 7 kwietnia 2021 roku po mszy świętej pogrzebowej w kościele Najświętszej Maryi Panny Królowej Polski w Świniarach urna z prochami żużlowca została złożona na cmentarzu w Ułanowie.
Miał dwóch synów Adriana, który zakończył już karierę, oraz Kacpra, który obecnie startuje w klubie poznańskim.

## Osiągnięcia
Indywidualne Mistrzostwa Polski
- 1990 – Lublin – 15. miejsce – 2 pkt → wyniki

Młodzieżowe Indywidualne Mistrzostwa Polski
- 1986 – Toruń – 14. miejsce – 4 pkt → wyniki
- 1987 – Gorzów Wlkp. – 14. miejsce – 3 pkt → wyniki
- 1988 – Zielona Góra – 3. miejsce – 12+2 pkt → wyniki
- 1989 – Zielona Góra – 9. miejsce – 7 pkt → wyniki

Młodzieżowe Mistrzostwa Polski Par Klubowych
- 1987 – Leszno – 3. miejsce – 23 pkt → wyniki
- 1988 – Rzeszów – 3. miejsce – 19 pkt → wyniki

Młodzieżowe Drużynowe Mistrzostwa Polski
- 1988 – Bydgoszcz – 2. miejsce – 11+2 pkt → wyniki
- 1989 – Rzeszów – 1. miejsce – 13 pkt → wyniki

Złoty Kask
- 1990 – 6 rund – 3. miejsce – 49 pkt → wyniki

Srebrny Kask
- 1985 – 2 rundy – 8. miejsce – 16 pkt → wyniki
- 1986 – 2 rundy – 8. miejsce – 14 pkt → wyniki
- 1987 – 2 rundy – 8. miejsce – 12 pkt → wyniki
- 1988 – 2 rundy – 3. miejsce – 23+3 pkt → wyniki
- 1989 – 2 rundy – 4. miejsce – 21+d pkt → wyniki

Brązowy Kask
- 1986 – 2 rundy – 11. miejsce – 9 pkt → wyniki
- 1987 – 2 rundy – 7. miejsce – 16 pkt → wyniki

## Statystyka w klubach[6]
| Sezon | Klub              | Miejsce | Liga       | Mecze | Biegi | Pkt | Bonusy | Razem | Komplety    | Średnia/bg | Średnia/mc |
| ----- | ----------------- | ------- | ---------- | ----- | ----- | --- | ------ | ----- | ----------- | ---------- | ---------- |
| 1984  | Start Gniezno     | 10      | 1 Liga     | 2     | 5     | 2   | 1      | 3     | 0           | 0,600      | 1,500      |
| 1985  | Start Gniezno     | 3       | 2 Liga     | 10    | 37    | 38  | 11     | 49    | 0           | 1,324      | 4,900      |
| 1986  | Start Gniezno     | 1       | 2 Liga     | 12    | 57    | 77  | 18     | 95    | 1 – (0 pł.) | 1,667      | 7,917      |
| 1987  | Start Gniezno     | 10      | 1 Liga     | 17    | 84    | 97  | 15     | 112   | 0           | 1,333      | 6,588      |
| 1988  | Polonia Bydgoszcz |         | 1 Liga     | 18    | 84    | 164 | 19     | 183   | 2 – (2 pł.) | 2,178      | 10,167     |
| 1989  | Polonia Bydgoszcz | 7       | 1 Liga     | 18    | 92    | 158 | 14     | 172   | 0           | 1,869      | 9,556      |
| 1990  | Start Gniezno     | 4       | 2 Liga     | 17    | 90    | 210 | 7      | 217   | 3 – (2 pł.) | 2,411      | 12,765     |
| 1991  | Start Gniezno     | 8       | 2 Liga     | 22    | 116   | 275 | 5      | 280   | 5 – (4 pł.) | 2,414      | 12,727     |
| 1992  | Start Gniezno     | 3       | 2 Liga     | 19    | 95    | 215 | 10     | 225   | 3 – (2 pł.) | 2,368      | 11,842     |
| 1993  | Start Gniezno     | 5       | 2 Liga     | 18    | 94    | 229 | 7      | 236   | 6 – (4 pł.) | 2,511      | 13,111     |
| 1994  | Start Gniezno     | 4       | 2 Liga     | 18    | 91    | 187 | 14     | 201   | 3 – (0 pł.) | 2,209      | 11,667     |
| 1995  | Start Gniezno     | 1       | 2 Liga     | 17    | 83    | 163 | 19     | 182   | 1 – (0 pł.) | 2,193      | 10,706     |
| 1996  | Polonia Bydgoszcz | 6       | 1 Liga     | 18    | 70    | 68  | 20     | 88    | 0           | 1,257      | 4,889      |
| 1997  | Polonia Bydgoszcz |         | 1 Liga     | 19    | 54    | 48  | 18     | 66    | 0           | 1,222      | 3,474      |
| 1998  | Polonia Bydgoszcz |         | 1 Liga     | 19    | 47    | 35  | 8      | 43    | 0           | 0,915      | 2,263      |
| 1999  | Start Gniezno     | 10      | Ekstraliga | 6     | 15    | 11  | 0      | 11    | 0           | 0,733      | 1,833      |
| 2000  | Start Gniezno     | 5       | 1 liga     | 1     | 3     | 1   | 1      | 2     | 0           | 0,667      | 2,000      |